# Буткевич, Владимир Степанович
Влади́мир Степа́нович Бутке́вич (1872—1942) — русский физиолог растений, микробиолог, ботаник.
Магистр ботаники (1905), член-корреспондент АН СССР (1929), доктор биологических наук и доктор сельскохозяйственных наук (1934), награждён орденом Трудового Красного Знамени.

## Биография
Родился 7 июня (19 июня по новому стилю) 1872 года в селе Русаново Одоевского уезда Тульской губернии. Отец — бывший военный, отставной майор, мать — из поместных дворян Ярославской губернии.
В 1889 году после окончания Тульской классической гимназии, Буткевич поступил на естественное отделение физмата Московского университета, но весной 1890 года был исключен за участие в студенческие выступлениях, однако осенью того же года был восстановлен. В 1894 году окончил университет и поступил на сельскохозяйственное отделение Московского сельскохозяйственного института. Окончив его в 1897 году, Владимир Буткевич поступил на работу в недавно организованную почвоведом и физиологом П. С. Коссовичем Химическую сельскохозяйственную лабораторию Министерства земледелия, переехав в 1898 году в Санкт-Петербург. В 1899 году был направлен министерством на два года за границу для изучения биохимии и физиологии растений. Работал в Цюрихе у известного биохимика Э. Шульце и затем в Лейпциге у знаменитого В. Пфеффера. Вернувшись в 1902 году уже в Москву, Буткевич был утвержден приват-доцентом кафедры ботаники Московского университета. В 1903 году он перешёл в Новороссийский университет в Одессе, а в 1904—1905 годах преподавал в ветеринарном и политехническом институтах в Варшаве. В 1905 году он защитил в Московском университет магистерскую диссертацию «Регрессивный метаморфоз белковых веществ в высших растениях и участие в нем протеолитических ферментов».
В 1905—1921 годах В. С. Буткевич — профессор и заведующий кафедрой физиологии растений и микробиологии в Новоалександрийском институте сельского хозяйства лесоводства в городе Пулавы Люблинской губернии. С началом Первой мировой войны институт был эвакуирован в Харьков. В 1921 году Буткевич вернулся в Москву и до 1924 года работал на станции растений Петровской сельскохозяйственной академии. В 1923 году он был избран членом Государственного научно-исследовательского биологического института им. К. А. Тимирязева Наркомпроса РСФСР и заведующим бактериологического отделения Плавучего морского научного института, в котором работал до 1939. Участвовал в полярных экспедициях на судне «Персей» и в экспедициях на Азовское и Каспийское моря. Одновременно работал во многих других учебных заведениях и лабораториях. В 1935—1941 годах был старшим специалистом Института физиологии растений Академии наук.
В. С. Буткевич впервые поднял вопрос о соотношении культивируемых и некультивируемых форм бактерий в некоторой части природы и в 1932 году на основании обобщения результатов бактериологических исследований морской воды в рейсах «Персея» нашёл ответ на него: 0,1 %. Он также отметил вероятность заниженности этой оценки ввиду неотделимости мёртвых бактерий на тот момент, с развитием методов исследования она действительно возросла до 1 %. Для отбора проб воды в рейсах «Персея» сконструировал прибор, впоследствии получивший название «батометр Буткевича».
Жил в Москве в Ермолаевском переулке, 6 (в 1920-х годах) и в Тимирязевском проулке, 6 (в 1930—1942 годах, ныне — это дом 2). Умер 4 ноября 1942 года в Москве. Похоронен на Ваганьковском кладбище (20 уч.).
Сын — Георгий Владимирович Буткевич, учёный.

## Награды
- Орден Трудового Красного Знамени (06.12.1940) — «в ознаменование 75-летнего юбилея Московской ордена Ленина Сельскохозяйственной Академии имени К. А. Тимирязева, за выдающиеся заслуги в деле развития сельскохозяйственных наук и подготовки высококвалифицированных специалистов сельского хозяйства»